# Anja Lundholm
Anja Lundholm – właśc. Helga Erdtmann (ur. 28 kwietnia 1918 w Düsseldorfie, zm. 5 sierpnia 2007 we Frankfurcie nad Menem) – więźniarka polityczna obozu koncentracyjnego Ravensbrück, pisarka, tłumaczka. Była córką Ericha Erdtmanna, niemieckiego aptekarza z Krefeld, członka SS i Elisabeth Blumenthal, pochodzącej z zamożnej rodziny żydowskiej. W latach 1936–1939 studiowała w Berlinie. W 1941 w Rzymie nawiązała stosunki z członkami ruchu oporu. Aresztowana, w marcu 1944 trafiła do obozu koncentracyjnego w Ravensbrück. Udało jej się uciec z marszu śmierci. Trafiła do brytyjskiej armii w Lüneburgu. Po wojnie pracowała jako tłumaczka i dziennikarka dla prasy brytyjskiej.
Autorka kilkunastu książek, w tym wspomnień „Wrota piekieł. Ravensbrück”. Zdobyła wiele nagród i wyróżnień międzynarodowych, w roku 1974 nominowana do literackiej Nagrody Nobla.